# Концептуальный символизм в изобразительном искусстве
Концептуальный символизм в изобразительном искусстве - направление современной живописи, скульптуры и пр. рассматривающее творчество художника как генерацию определенных зрительных символов, максимально полно иллюстрирующих идею или концепцию автора. Произведения концептуального символизма в изобразительном искусстве - будь то живопись, скульптура или фото могут иметь вербальные комментарии,  однако это совершенно не обязательно. В то же время, сам арт-объект, в силу своей символистической природы, может порождать достаточно конкретный спектр ассоциаций и не требовать пояснений. Следующие отличия позволяют выделить произведения концептуального символизма в отдельную категорию.
В отличие от концептуализма в его классическом понимании арт объектом концептуального символизма является  не исследование процесса творчества, но именно наличии узнаваемого символа, как формального зрительного образа – символа генерируемой идеи (или идей) художника. Этот образ-символ не обязательно требует вербального описания творчества как процесса реализации идей или состояний.
От классического символизма в изобразительном искусстве, произведения концептуального символизма отличаются в первую очередь отсутствием традиционных элементов украшательства и достаточной лаконичностью композиции.
Поскольку речь идет о живом современном искусстве, то понятны определенные условности вышеупомянутых критериев. В то же время актуальность этой темы требует её описания.

## Художники
- Алагир (Yuliya Alagir) (недоступная ссылка)
- Гегузин (Evgeny Gegouzin)
- Григорьев (Sergey Grigorjev)
- Замиховский (Pavel Zamikhovsky)
- Комар (Vitaly Komar)